# Le Poids d'un mensonge
Pour les articles homonymes, voir Love Letters.
Pour plus de détails, voir Fiche technique et Distribution.

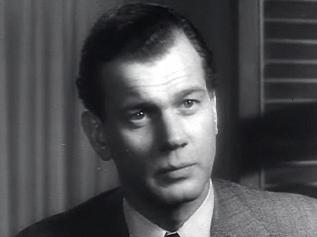
Joseph Cotten

Le Poids d'un mensonge (titre original : Love Letters) est un film américain en noir et blanc réalisé par William Dieterle, sorti en 1945.

## Synopsis
Pendant la Deuxième Guerre mondiale, sur le front italien. À la demande de son compagnon d'armes Roger Morland, soldat américain comme lui, Alan Quinton, doué pour l'écriture, écrit des lettres d'amour à la marraine de guerre anglaise avec laquelle correspond Roger, Victoria Remington, qu'il n'a jamais vue. Alan est troublé par les réponses pleines de sensibilité qu'envoie Victoria. Se rendant compte qu'il est en train d'en tomber amoureux au travers des lettres, il refuse de continuer à en écrire. Roger obtient une permission et va rendre visite à Victoria. Alan reçoit bientôt une lettre de son ami lui annonçant ses fiançailles. 
Grièvement blessé au front, et après une longue convalescence, Alan rentre chez lui. Il apprend que Roger a épousé Victoria, mais également qu'il est mort dans un accident. Alan va se reposer dans le cottage anglais de sa tante défunte ; là il s'aperçoit que l'endroit où habite Victoria n'est pas éloigné. Après quelque hésitation, il se décide à rendre visite à la jeune veuve. Il est froidement accueilli par des parents qui lui disent que Victoria ne vit plus chez eux. Chez une amie, Alan fait la connaissance de Singleton, une jeune femme amnésique dont il tombe amoureux. Il découvre bientôt qu'elle est en réalité Victoria Morland, et qu'elle a été condamnée à un an de prison pour avoir tué son mari, Roger Morland.

## Fiche technique
- Titre : Le Poids d'un mensonge
- Titre original : Love Letters
- Réalisation : William Dieterle
- Scénario : Ayn Rand d'après le roman Pity My Simplicity de Christopher Massie
- Musique : Victor Young
- Direction artistique : Roland Anderson et Hans Dreier
- Décors : Ray Moyer
- Costumes : Edith Head
- Photographie : Lee Garmes
- Montage : Anne Bauchens
- Producteur : Hal B. Wallis
- Société de production : Paramount Pictures
- Pays de production :  États-Unis
- Langue d'origine : anglais américain
- Format : noir et blanc — 35 mm — 1,37:1 — Son : Mono (Western Electric Recording)
- Genre : Drame psychologique, Mélodrame romantique
- Durée : 101 min (1 h 41)
- Dates de sortie : 
  - États-Unis : 17 août 1945

## Distribution
- Jennifer Jones (VF : Monique Mélinand) : Singleton / Victoria Morland
- Joseph Cotten : Allen Quinton
- Ann Richards : Dilly Carson
- Cecil Kellaway : Mac
- Gladys Cooper : Beatrice Remington
- Anita Louise : Helen Wentworth
- Robert Sully : Roger Morland
- Reginald Denny : Phillips
- Ernest Cossart : l'évêque
- Byron Barr : Derek Quinton

Acteurs non crédités
- Harry Allen : un fermier
- Catherine Craig : Jeanette Campbell
- Arthur Hohl : Jupp

## Musique
- Love Letters (en version instrumentale)